# Ovčar Banja
Ovčar Banja (cyr. Овчар Бања) – wieś w Serbii, w okręgu morawickim, w mieście Čačak. W 2011 roku liczyła 122 mieszkańców.